# Thymaina
Thymaina (en griego: Θύμαινα) es una pequeña isla griega en la Prefectura de Samos, en el este del mar Egeo. Thymaina se encuentra al oeste de Fournoi Korseon y administrativamente es una parte de ese mismo municipio. Su nombre se dice que deriva del Tomillo que crece en toda la isla. La población de Thymaina es de 140 habitantes (censo 2001), y su superficie es de 10 km².